# Techiman
Techiman (auch Takyiman, Tekyiman, Tekyiman-Brong) ist die Hauptstadt der Bono East Region in Ghana (Westafrika). Die Stadt liegt etwa 100 Kilometer nördlich von Kumasi am Fluss Tano und hatte 2010 67.241 Einwohner, was etwa einer Verdreifachung seit der Volkszählung von 1984 (25.264 Einwohner) entspricht. Techiman ist auch der Hauptort des Techiman Municipal Districts.

## Geschichte
Nach der mündlichen Überlieferung der Fante ist dieses Volk um 1300 aus der Region um Techiman an die Küste gewandert.
Gesichert ist, dass 400 Jahre später, nach der Eroberung von Bono Manso, der Hauptstadt des Königreichs Bono durch die Aschanti 1723 viele Einwohner von Bono Mansu nach Techiman flohen und um 1740 unter der Oberherrschaft der Aschanti den Bono-Tekyiman-Staat gründeten, der in etwa das Gebiet des alten Bonoreiches umfasste.

## Einwohnerentwicklung
Die folgende Übersicht zeigt die Einwohnerzahlen nach dem jeweiligen Gebietsstand seit der Volkszählung 1970.
| Jahr      | 1970   | 1984   | 2000   | 2010   |
| --------- | ------ | ------ | ------ | ------ |
| Einwohner | 12.068 | 25.264 | 56.187 | 67.241 |

## Religion
Seit dem 28. Dezember 2007 ist Techiman Sitz des römisch-katholischen Bistums Techiman, Suffragan der Kirchenprovinz Kumasi, das aus Teilen der Diözesen Sunyani und Konongo-Mampong errichtet wurde. Auf 22.400 km² leben ca. 79.645 Katholiken unter 695.826 Einwohnern. Der erste Bischof ist Dominic Nyarko Yeboah.

## Kultur
2009 wurde der Grundstein für ein Kulturzentrum gelegt, in dem die Traditionen und das Brauchtum der Bono aufrechterhalten werden sollen.
In Techiman feiert man – 2009 zum ersten Mal nach einigen Jahren wegen eines Trauerfalls im Stammeskönigshaus der Bono – das regionale Apoo-Festival. Apoo findet im April/Mai statt und ist eine Art Karneval, während dessen sich Männer als Frauen (und umgekehrt) verkleiden. Lokale und nationale Autoritäten werden scherzhaft aber schonungslos mit der Volksmeinung konfrontiert; insbesondere Fälle von Korruption werden angeprangert. Allerdings geht es auch um Versöhnung: Familienfehden werden bevorzugt während des Apoo geschlichtet.
Höhepunkt des Apoo ist der Festzug des Königs (Omanhene) der Techiman-Bono durch die Stadt.
Im August – am Ende der ersten Regenzeit – wird das Yams-Festival gefeiert, eine Art Erntedankfest.

## Söhne und Töchter der Stadt
- Christopher Ameyaw-Akumfi (* 1945), Hochschullehrer und Politiker